# Селиванов, Дмитрий Фёдорович
Дми́трий Фёдорович Селива́нов (1855—1932) — русский учёный-математик и педагог, статский советник, доктор наук, заслуженный профессор по кафедре чистой математики Императорского Санкт-Петербургского университета. Член-учредитель Санкт-Петербургского математического общества.

## Биография
Родился в дворянской семье в городе Городище Пензенской губернии в 1855 году
В 1865 году поступил во второй класс Пензенской гимназии, по окончании которой в 1873 году поступил на математическое отделение физико-математического факультета Санкт-Петербургского университета. В сентябре 1878 года получил степень кандидата по представлении диссертации об уникурсальных кривых и был оставлен при университете для приготовления к профессорскому званию. Командированный в 1880 году за границу, в течение трёх лет он изучал теорию определённых интегралов, теорию функций и высшую алгебру: слушал лекции профессора Шарля Эрмита в Парижском университете в течение двух семестров; затем четыре семестра посещал лекции Карла Вейерштрасса и Леопольда Кронекера в Берлинском университете.
В 1885 году удостоен степени магистра чистой математики за сочинение «Теория алгебраического решения уравнений» (СПб., 1885). Степень доктора получил в 1890 году за сочинение «Об уравнениях пятой степени с целыми коэффициентами» (СПб., 1889).
С 1885 года читал лекции в Санкт-Петербургском университете в качестве приват-доцента, с 1905 года — экстраординарный профессор, с 1906 года — ординарный профессор; в 1914 году получил звание заслуженный ординарный профессор по кафедре чистой математики. Параллельно с основной деятельностью с 1889 года он преподавал на Высших женских курсах и с 1891 года — в Технологическом институте.
После Октябрьской революции 1917 года продолжал преподавать в Санкт-Петербургском университете до 1922 года.
В ночь с 16 на 17 августа 1922 года был арестован сотрудниками ЧК. Проведя более месяца в большевистских застенках, был освобожден 21 сентября 1922 года под подписку о невыезде с формулировкой «ввиду его преклонного возраста до особого распоряжения». На основании заключения ПГО ГПУ при НКВД РСФСР от 14 октября 1922 года ему было предписано покинуть Страну Советов, и 16 ноября 1922 года он вместе с группой интеллигенции вынужденно покинул Россию на «философском пароходе».
Живя в эмиграции, работал в столице Чехии городе Праге вплоть до самой кончины в 1932 году.
Д. Ф. Селиванов — автор широко востребованного в своё время учебника «Курс исчисления конечных разностей», который был опубликован (помимо русского) на немецком и чешском языках.